# موزه ملی چنگیز خان
موزه ملی چنگیز خان (مغولی: Чингис хаан Үндэсний музей) یک موزه در اولان باتور، مغولستان دربارهٔ چنگیز خان است.

## معماری
این موزه در یک ساختمان ۹ طبقه قرار دارد. دروازه اصلی موزه شبیه پایزه و قسمت بالای آن شبیه یورت است.